# Alkynoly

2-propyn-1-ol

Alkynoly (také nazývané ynoly) jsou alifatické alkoholy, které mají mezi atomy uhlíku trojné vazby (pouze jednoduché vazby se nacházejí v alkanolech, dvojné v alkenolech). Jsou odvozené od alkanů. Mohou obsahovat jednu i více hydroxylových skupin. Jsou izomerní s keteny (ketony s dvojnou vazbou v molekule), tento jev se nazývá keten-ynol tautomerie (obdoba keto-enol tautomerie).

## Příklady
- ethynol (hydroxyacetylen)
- propynol